# Gálea

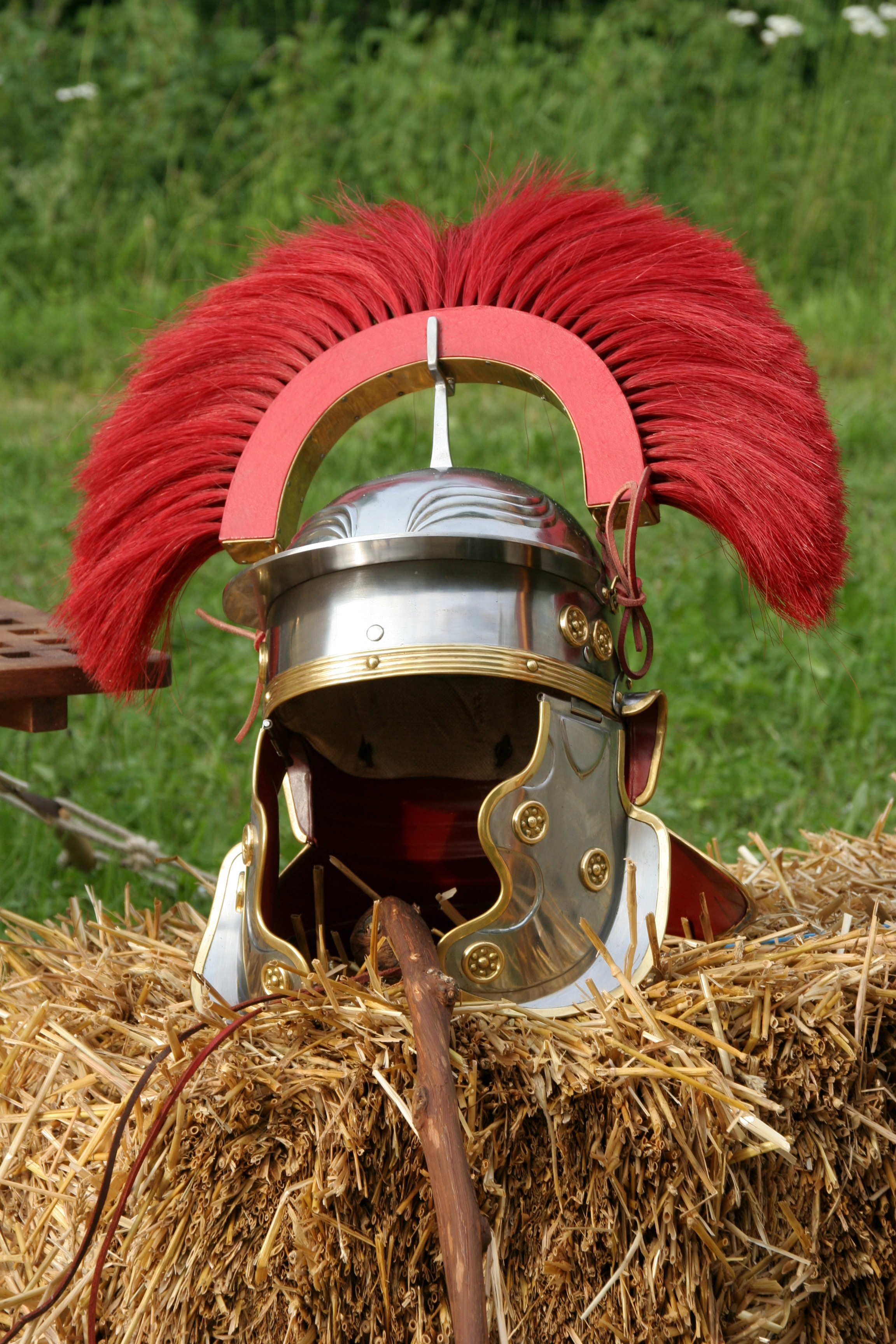
Reconstrução moderna de um capacete romano, observe as sobrancelhas em relevo e os padrões de bronze circulares típicas dos capacetes imperiais gaulês

Gálea (em latim: Galea) era o capacete utilizado pelos soldados romanos. Alguns gladiadores, também usava um Gálea de bronze com uma máscara de rosto e uma decoração, muitas vezes um peixe em sua crista. A forma exata ou o design do capacete variou significativamente ao longo do tempo, entre os diferentes tipos de unidades, e também entre os exemplos individuais - a produção pré-industrial era feita a mão - por isso não é certo até que ponto houve uma padronização, mesmo sob o Império Romano.
Originalmente, os capacetes romanos foram influenciados pelos etruscos, povo que utilizava as "Nasua", um outro tipo de capacete. Os gregos, no sul também influenciaram o design romano no início da história de Roma. Por exemplo, o ancestral do capacete calcídico, foi amplamente utilizado pelos oficiais até o fim do império. Por fim, os gauleses foram os povos que mais impactaram o design do capacete romano, os populares capacete do tipo gaulês imperial. Além disso, é comum pensar que os gauleses também introduziram as roupas de malha para os romanos. A principal evidência, são dispersos achados arqueológicos, que muitas vezes estão danificados ou incompletos. Há semelhanças entre a forma e a função entre eles.

## Tipos de capacetes
H. Russell Robinson, em seu livro The Armour of Imperial Rome, publicado em 1975, classificava os artefatos em divisões amplas, conforme as várias formas dos capacetes que foram encontrados. Ele classificou quatro tipos principais de capacetes para a infantaria pesada e 30 diferentes tipos do protetor de bochechas.
Os capacetes utilizados pelos gladiadores eram muito diferentes das versões militares.

### Capacetes de infantaria legionária
- Capacete Montefortino (século IV a.C. até o século I d.C.)
- Capacete Colo (século III a.C. - pelo menos 79 d.C.)
- Capacete imperial gaulês (final século I a.C. - início do século II d.C.)
- Capacete imperial italiano (final século I a.C. - início do século III d.C.)
- Capacete romano posterior, descrito pela primeira vez em moedas do século IV o imperador Constantino I.[1]

## Descobertas recentes
Historiadores analisaram um capacete de cavalaria romano datado de 13 d.C., dez anos após sua descoberta em um santuário da Idade do Ferro e dizem que ele pode trazer novas descobertas sobre a conquista da Grã-Bretanha.
O capacete e suas peças foram restaurados a partir de mil fragmentos ao longo de três anos por especialistas do Museu Britânico. Construídas a partir de folhas de ferro, o capacete, é o único a ter sido encontrado na Grã-Bretanha com o seu revestimento de prata dourada intacta e é também um dos mais antigos já encontrados no país. O capacete dourado de prata romana foi descoberto em um campo de Leicestershire e meticulosamente restaurado.
Um especialista em metais, Marilyn Hockey, iniciou a escavação há três anos, onde descobriu alguns achados. O capacete carrega várias cenas de vitória militar romana, incluindo o busto de uma mulher ladeada por leões e um imperador romano a cavalo com a deusa Vitória voando para trás, enquanto uma figura encolhida, possivelmente um nativo britânico, está sendo esmagado sob os cascos do cavalo. Acredita-se que o capacete foi enterrado nos anos em torno da invasão do imperador Cláudio da Grã-Bretanha em AD43. Especialistas afirmam que existe uma "possibilidade distinta" que pertencesse a um britânico servindo na cavalaria romana antes da conquista da Grã-Bretanha.
Os pesquisadores afirmam que esse capacete muda a nossa compreensão da relação entre romanos e britânicos e como o país era pouco antes da invasão. Acredita-se também que o capacete pode ter sido enterrado como um presente aos deuses em um santuário local sobre o retorno do britânico de East Midlands.